# Rondell Sheridan
Rondell Sheridan, född 15 augusti 1958 i Chicago, Illinois, USA, är en amerikansk skådespelare. Sheridan har bland annat medverkat i Cory i Vita Huset och That's So Raven.

## Filmografi
- 1983 – The First Turn-On!
- 1986 – Deadtime Stories
- 1992 – A Different World (1 avsnitt)
- 1995 – Minor Adjustments (2 avsnitt, som Dr Ron Aims)
- 1995 – Brotherly Love (1 avsnitt)
- 1997 – The Jamie Foxx Show (1 avsnitt, som Dr. Gilbert)
- 1998 – Cousin Skeeter (okänt antal avsnitt, som Andre)
- 1998 – Kenan & Kel (2 avsnitt, som McWiggins)
- 1998 – Touched by an Angel (1 avsnitt, som Harvey)
- 1999 – Rites of Passage
- 2001 – Rendez-View
- 2003-2007 – That's So Raven (87 avsnitt, som Victor Baxter)
- 2004 – That's Funny
- 2007-2009 – Cory i Vita Huset (34 avsnitt, som Victor Baxter)
- 2009 – If It Ain't Broke, Break it (under produktion)